# 191. pehotna brigada (ZDA)
191. pehotna brigada (izvirno angleško 191st Infantry Brigade) je pehotna brigada Kopenske vojske Združenih držav Amerike.

## Odlikovanja
- Predsedniška omemba enote